# Центр искусств и медиатехнологий
Це́нтр иску́сств и ме́диа (нем. Zentrum für Kunst und Medien, ZKM) открыт в Карлсруэ с 1989 года, является крупнейшей в мире институцией, специализирующейся на медиаискусстве. При основании был назван Центр искусств и медиатехнологий. С 2016 года слово «медиатехнологии» в названии заменено на «медиа».
Соседствует в одном здании с Национальной академией дизайна Карлсруэ (HfG). Вместе две организации образуют единую платформу, сочетающую одновременно искусство и новые технологии.
Центр был основан Генрихом Клотцем. После его смерти, в 1999 году, директором ZKM стал художник Петер Вайбель.

## Цели создания

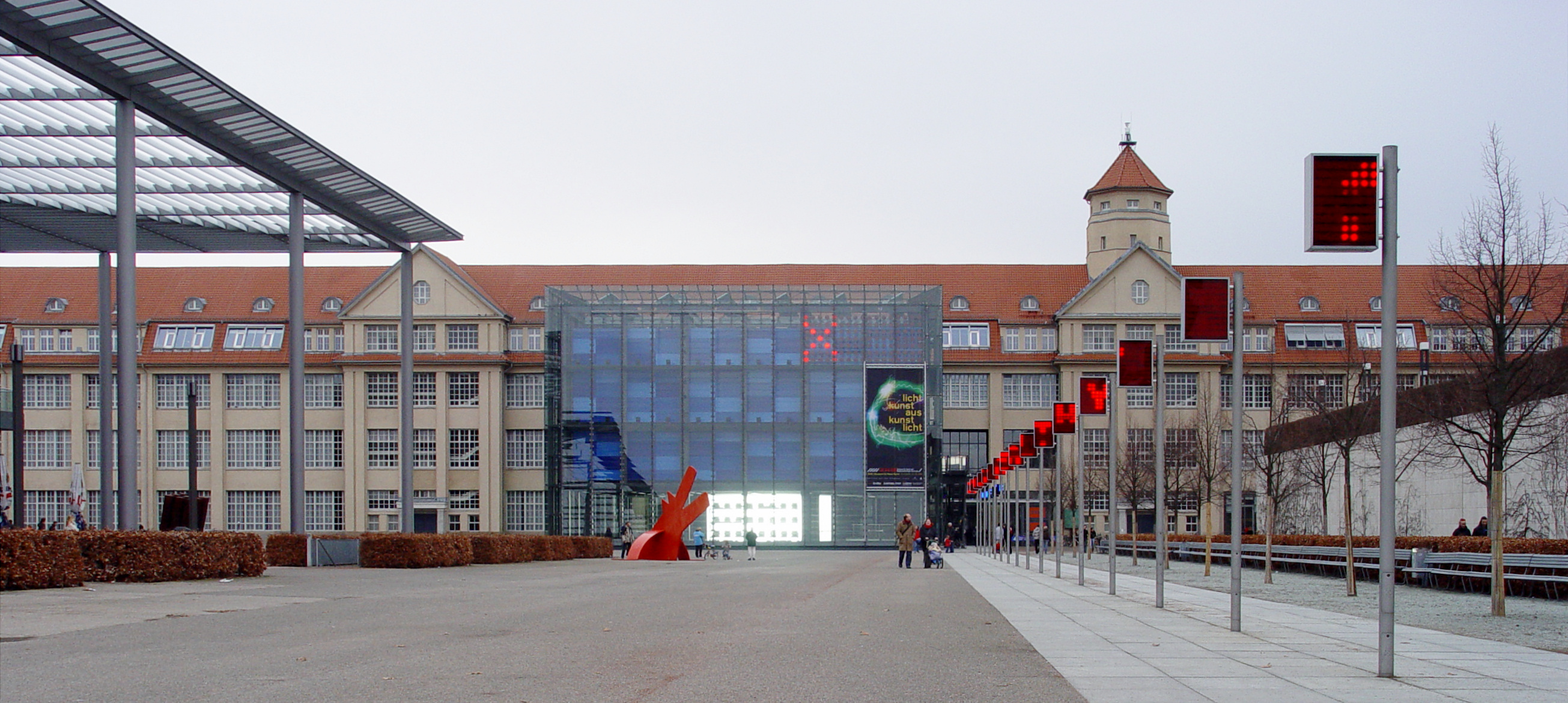
Вид со стороны Брауэрштрассе

Некоторые из целей создания Центра искусств и медиа (ZKM):
- Содействие проектам в области новых медиа и новых технологий, в том числе, видео, машинной графики, компьютерной музыки, анимации.
- Содействие художникам, которые творчески работают с новыми средствами и медиатехнологиями.
- Организация мероприятий и содействие выставкам для презентаций медиаискусства.
- Содействие диалогу между художниками со всего света в области обычных и ориентированных на технологию направлений в искусстве.

Учредительный директор Генрих Клоц определял в 1992 ZKM таким образом: показать эти изменения
„У Центра есть задание выяснять творческие возможности связей между традиционными искусствами и медиа-технологиями, чтобы выигрывать и предугадывать результаты заранее. Обогащение искусств, а не лишь "техническая ампутация" является целью. Поэтому традиционные искусства и медиа-искусство не должны мериться силами друг к другом. У обеих сторон есть – и для себя, и друг для друга – место в ZKM для взаимодействия. Основанный в 1919 в Веймаре Баухаус может считаться образцом и примером для подражания.

## Сотрудничество
Городок ZKM охватывает следующие музеи, институты, лаборатории и конференц-залы:
- Музей современного искусства
- Медиавизуальный институт
- Институт музыки и акустики
- Медиа-театр
- Медиа-институт, образования и экономики
- Медиа-музей со своей постоянной коллекцией, а также временные выставки медиа-арта
- Медиатеку
- Лабораторию устаревших видеосистем

Посетители также могут побывать в музейном магазине и большом кафе-ресторане в фойе.
ZKM тесно связан с находящейся в том же здании Национальной Академией дизайна (HfG) и Городской галереей Карлсруэ, которая занимает просторное здание-павильнон Музея современного искусства.